# Bluesberry Jam
Bluesberry Jam byla kalifornská bluesová skupina, hrající v 60. letech 20. století. Dva její členové, Adolfo „Fito“ de la Parra a Frank Cook, se později připojily ke skupině Canned Heat.